# Dominions 3: The Awakening
Dominions 3: The Awakening računalna je igra, strategija na krugove, čiji je tvorac tvrtka Illwinter Game Design. Igru je u prodaju pustila tvrtka Shrapnel Games 29. rujna 2006. godine. Treći je nastavak Dominions serije igara, a prethodile su mu igre Dominions: Priests, Prophets and Pretenders i Dominions 2: The Ascension Wars.
Igra objedinjuje jednostavan grafički prikaz i neobično širokim omjerom strateških izbora, uključujući preko 1500 različitih vojnih jedinica, 600 različitih čarolija i 300 jedinstvenih čarobnih predmeta. Krugovi se izmjenjuju istovremeno, te igrači moraju unaprijed isplanirati borbu, no ne mogu njome upravljati.
Igra uključuje scenarije i nasumičnu igru, no ne uključuje ratne pohode (Campaign). Igra je u pravilu namijenjena igranju s više igrača, uključujući PBEM, hotseat i TCP/IP. AI protivnici dostupni su za jednog igrača.

## Pregled
Igra dopušta igraču oblikovanje pretendentnog boga s potencijalom postanka pravog Boga imaginarnog svijeta pobijeđivanjem ostalih pretendentnih bogova. Sučelje se sastoji od ručno crtanih ili nasumično napravljanih karata i nekoliko izbornika. Karte su podijeljene na manje provincije za čiju se vlast igrači bore u taktičkim borbama. Provincije snabdjevaju igrača zlatom i resursima, omogućujući mu da regrutira nove vojne jedinice. U usporedbi s ostalim igrama svoga žanra, Dominions 3 ima malu količinu ekonomskog upravljanja, s većim fokusom na regrutiranje i stvaranje vojske.
Na samom početku igre, svaki igrač započinje s određenim brojem vlastitih provincija, obično samo s jednom. Početna provincija je ujedno i glavni grad naroda, s utvrdom, hramom i laboratorijom za proučavanje i izvođenje magije. Otud, igrač ima mogućnost regrutiranja vojnika, zapovjednika, čarobnjaka i svećenika kako bi ratovao s neprijateljima. Čarobnjaci su sposobni čarati, kovati čarobne predmete, prizivati posebne vojne jedinice, istraživati magiju ili tražiti čarobna mjesta. Svećenici imaju sposobnost propovijedanja protiv neprijateljske vlasti (uz širenje igračeve) i sposobnsot čaranja svetih čarolija.
Provincije koje vjeruju u igračeva boga smatraju se dijelom vlasti toga boga, te pružaju nekoliko prednosti: igračeve se vojne jedinice bore učinkovitije u njima, neprijateljske se vojne jedinice kažnjavaju, i globalne ljestvice (poput temeprature, otpornosti na magiju, sreće i zaliha) postepeno se mijenjaju prema želji boga. Prijateljska je vlast naznačena bijelim svijećama, dok je neprijateljska prikazana crnim svijećama. Ako igrač izgubi utjecaj vlasti u svim provincijama, on gubi igru.

### Borba
Sustav borbe veoma je detaljno izrađen; svaka vojna jedinica ima nekoliko vrijednosti, poput morala, zdravlja, snage i preciznosti. Umjesto borbe do smrti, većina će vojnih jedinica pobjeći iz borbe ako njihov tim primi previše smrtnih udaraca. Logistika je važna, jer će i izgladnjivane jedinice također vrlo vjerojatno pobjeći.
Postoje mnoge različite jedinice koje igrač može regrutirati unutar igre, uključujući strijelce, pješaštvo, konjicu i čarobnjake. Jedinice se mogu regrutirati u svim provincijama, te na njihov izbor često utječe sam teren provincije. Primjerice, šumari i drudi bit će dostupni za regrutiranje u šumskim provincijama. Kako bi mogao regrutirati jedinice izvorne za glavni grad naroda, igrač prvo mora izgraditi utvrdu u željenoj provinciji. Za regrutiranje čarobnjaka potrebno je prethodno izgraditi laboratorij, a za svećenike hram.
Rezultate borbe izračunava računalo te igrači kasnije te izračune mogu pregledati u obliku kratkog izvještaja na početku njihova kruga (borbe se mogu prikazati u obliku kratkog video isječka). Na borbe se ne može utjecati nakon što računalo izračuna novi krug, no igrači mogu zadati određene naredbe jedinicama prije same borbe, što im dopušta osnovne taktičke mjere. Ovakav sustav dozvoljava prilično brze igre u kojoj sudjeluju više igrača.

### Magija
Postoji osam puteva magije unutar igre; magija vatre, magija vode, magija zraka, magija zemlje, astralna magija, magija smrti, magija prirode i magija krvi. Čarobnjaci u igri Dominions 3 imaju jedan ili više puteva u kojima su vješti, dok različiti narodi imaju različite čarobnjake, te radi toga i različite sklonosti prema pojedinim putevim magije.
Svi čarobnjaci mogu koristiti magiju na borbenom polju, no za čaranje snažnijih čarolija čarobnjaku je potrebno čarobno drago kamenje. Njih se većinom može pronaći na čarobnim mjestima skrivenim diljem imaginarnog svijeta. Svaki narod započinje s osnovnim izvorom čarobnog dragog kamenja. Nakon osvajanja nove provincije, čarobnjaci ih mogu pretražiti kako bi ih pronašli još.postoji sedam vrsta čarobnog dragog kamenja, čiji tip odgovara putevima magije. Magija krvi ne koristi se čarobnim dragim kamenjem, već zahtjeva žrtvovanje uhvaćenih djevica.
Istraživanje magije provodi se u osam različitih škola magije, različitih od puteva magije. Ove škole uključuju prizivanje (Conjuration), preinačenje (Alteration), izazivanje (Evocation), građenje (Construction) i taumaturgiju (Thaumaturgy). Opet, magija krvi različita je od ostalih, postavši vlastita škola kao što je i vlastiti put.

### Narodi
Narodi u igri temelje se na svjetskoj povijesti i mitologiji, izbjegavajući tipične izmišljene rase poput vilenjaka i orka. Među ostalima, prikazane su mitologije stare Grčke (Arcoscephale), Rimsko Carstvo (Ermor), Bizant (Pythium), Sarmati (Sauromatia), Egipat (C'tis), srednjovjekovna Francuska i Španjolska (Marignon), srednjovjekovna Engleska (Man), Skandinavija (Vanheim, Helheim, Jotunheim, Midgard, Utgard, Nieflheim), Njemačka (Ulm), Kina (T'ien Ch'i), Afrika (Machaka), Japan (Jomon), Asteci (Mictlan) i Indija (Kailasa). Drugi narodi temelje se na djelima određenih pisaca, posebno na temelju djela H. P. Lovecrafta (R'lyeh).